# Bosque de coníferas de la península ibérica
El bosque de coníferas de la península ibérica es una ecorregión de la ecozona paleártica, definida por WWF, que se extiende por gran parte de la península ibérica, mayormente por las montañas del centro y el este de la España peninsular.

## Descripción
Es una ecorregión de bosque mediterráneo que ocupa 34 400 kilómetros cuadrados en los sistemas montañosos del centro y este de la península: Sierra de Gredos, Sierra de Guadarrama, Picos de Urbión, Sierra de Gúdar, Serranía de Cuenca, Javalambre, Sierra de Segura, Sierra Nevada y Sierra de Baza. 
Cada año, la ecorregión recibe de media 1100 mm de precipitaciones, pero en algunas zonas particularmente elevadas este valor puede superar los 1500 mm. Durante el invierno, las nevadas son frecuentes y temperaturas mínimas no exceden un punto de congelación medio (-5-0 °C). Desde el punto de vista geológico, el Sistema Ibérico pertenece a la orogenia alpina, y presenta una composición litológica muy compleja. Los dolomitas mesozoicos y la piedra caliza predominan los macizos orientales; mientras que otros sustratos importantes están formados por gres, margas y conglomerados. Sobre el Sistema Central prevalecen los sustratos metamórficos cristalinos, especialmente los granitos, las cuarcitas y los esquistos. El paisaje es caracterizado de relieves suaves y de la abundancia de profundos cañones y otras zonas cársticas en los macizos calcáreos.

## Flora

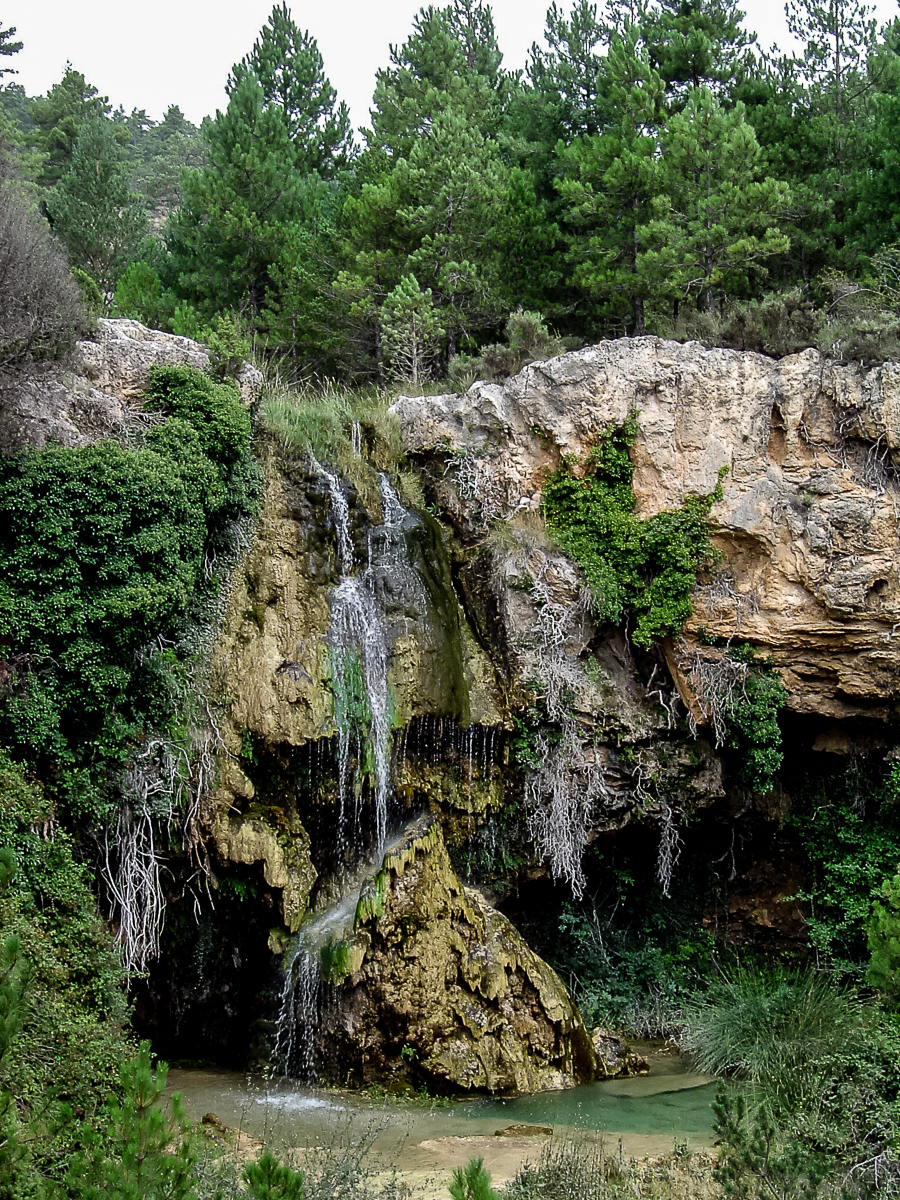
Cascada de la Hiedra (Sierra de Gúdar, Provincia de Teruel).

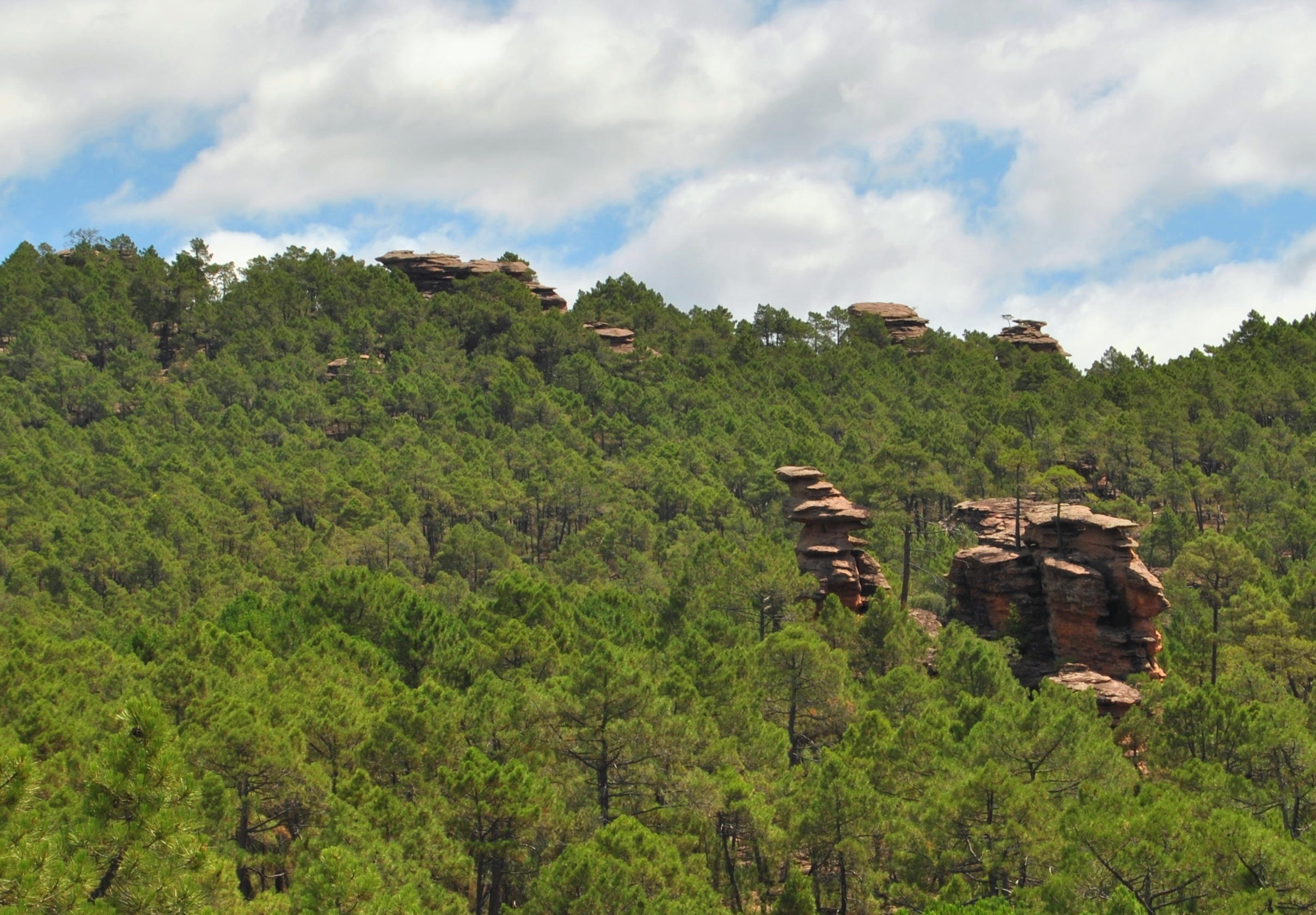
Bosque denso de Pinus pinaster en la Serranía de Cuenca.

La gran variedad altitudinal de esta ecorregión hace posible identificar dos tipos principales de bosque: un área de coníferas, típica de las zonas más altas (aproximadamente a una altura entre 1200 y 2500 m), y una zona de árboles mixtos de hoja caduca, presentes en altitudes medias y en la llanura.
Los árboles dominantes en los bosques de coníferas de montaña son el endémico pino salgareño (Pinus nigra subsp salzmannii), el pino silvestre (Pinus sylvestris) y el pino marítimo (Pinus pinaster). Restos de una especie de pino típica de los Alpes y los Pirineos (Pinus uncinata) están presentes en dos pequeñas zonas de los macizos de montaña de la mitad oriental peninsular (Sierra de Gúdar y Picos de Urbión). Bosques de sabina albar (Juniperus thurifera) son numerosos sobre las mesetas más elevadas que rodean las montañas calizas centrales y orientales. Cabe mencionar la única (y amenazada) especie de abeto endémica de la Península: el pinsapo, que sólo crece en zonas altas de la Sierra de las Nieves y Sierra de Grazalema (en el sur de España).
Predominan los bosques de hoja caduca mezclados con las coníferas a altitud media-baja, en zonas caracterizadas por suelos profundos de laderas, valles y cañones. En estas zonas medias suelen crecer el pino piñonero, resinero y carrasco. Se caracterizan por una rica asociación de árboles, arbustos y especies herbáceas como: Quercus faginea, Quercus pyrenaica, Ulmus glabra, Fraxinus angustifolia, Tilia spp., Sorbus spp. y Acer spp. Los cañones ostentan importantes especies relictas como el Taxus baccata, Tilia platyphyllos y Populus tremula. Los encinares, (Quercus ilex), abundan en las áreas secas y rocosas hacia el sur, en la franja de la frontera entre los bosques de hoja caduca y los bosques de coníferas.
La tasa de endemismos de esta ecorregión varía entre el 15 y el 20% en el Sistema Central e Ibérico (Sierra de Gredos, Sierra de Guadarrama, Sierra de Gúdar, Sierra de Javalambre) a más del 40% de las alturas de la Cordillera Bética (Sierra Nevada, Sierra de Baza, Sierra de Segura), en el sureste del país. Estas montañas surorientales acogen más de 3000 plantas vasculares, aproximadamente la mitad de las especies vegetales de toda España, y representan cerca de la mitad de las plantas endémicas del país. Además, estas sierras constituyen el área más rica en especies endémicas en toda Europa.

## Fauna

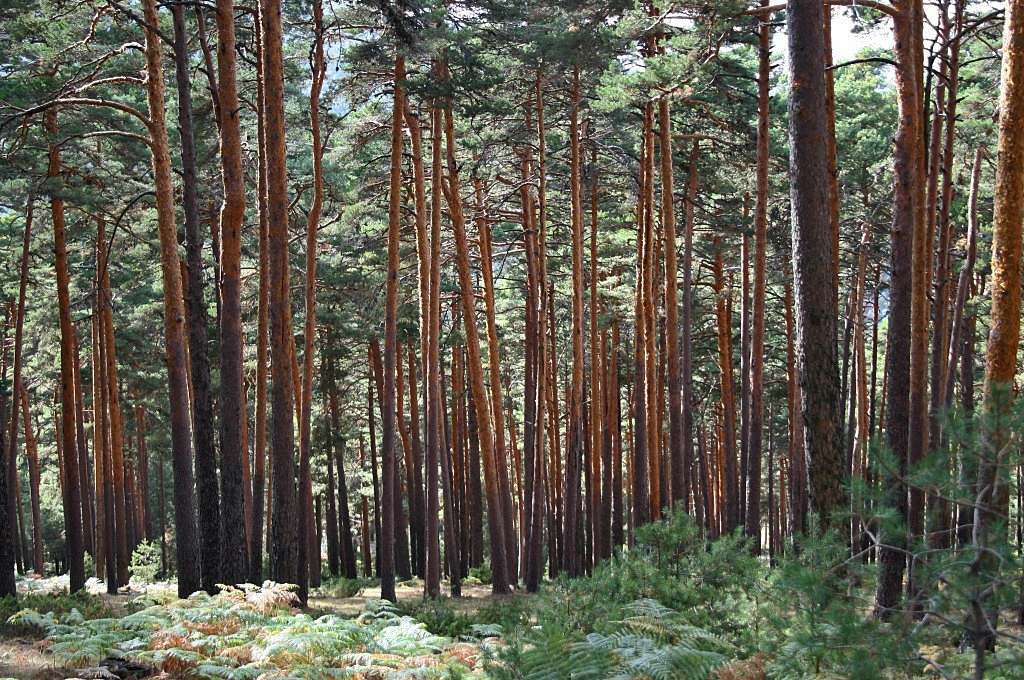
Bosque de pino silvestre en la Sierra de Guadarrama (Comunidad de Madrid).

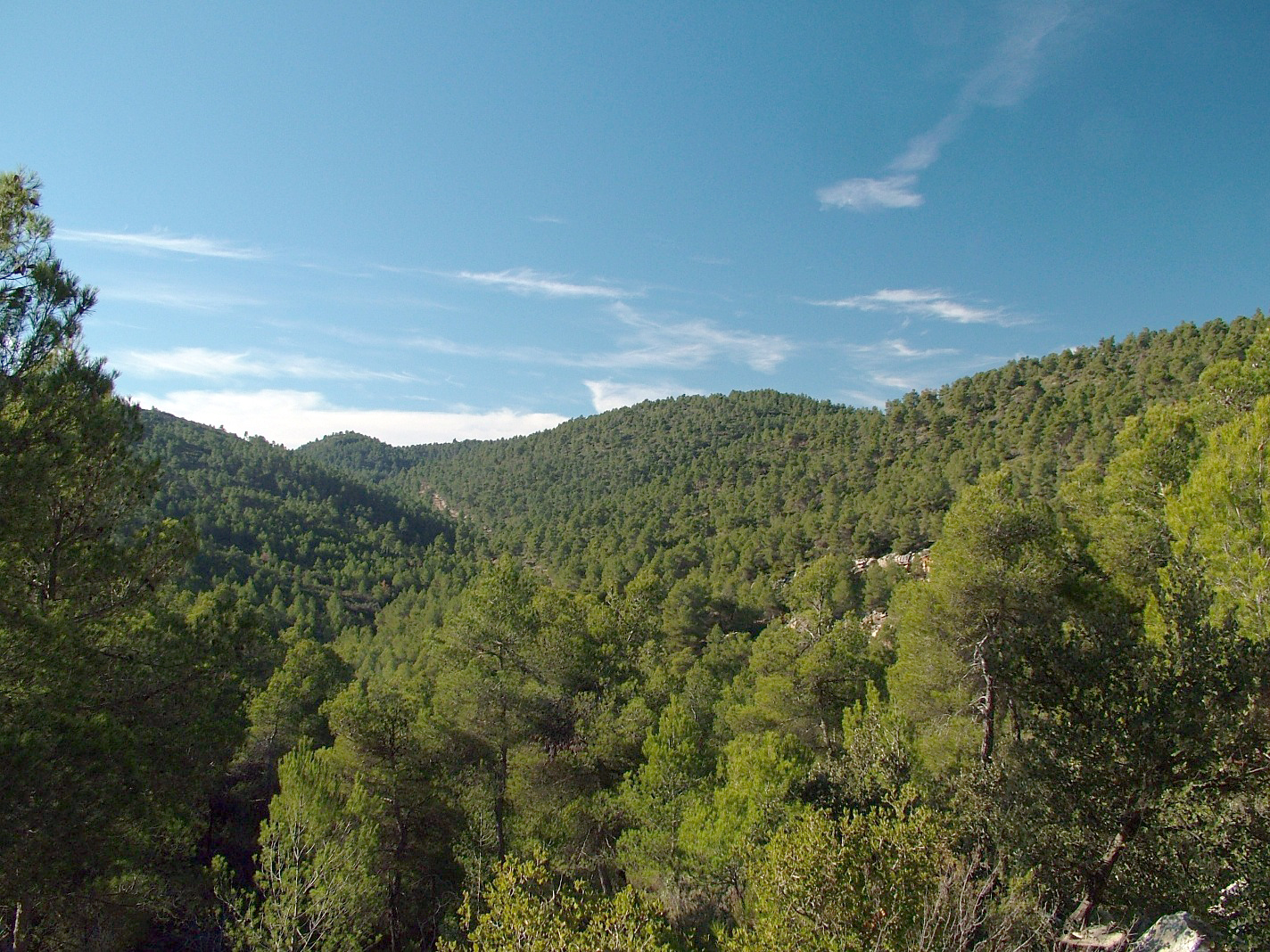
Bosques de pino carrasco en la Sierra de Burete, región de Murcia.

La ecorregión alberga una gran diversidad faunística, especialmente con respecto a las aves. Se han estudiado más de 150 especies de aves en algunas cordilleras, incluyendo numerosas grandes especies en peligro de extinción como el águila imperial ibérica (Aquila adalberti), el águila real (Aquila chrysaetos), el buitre negro (Aegypius monachus), el buitre leonado (Gyps fulvus), el elanio común (Elanus caeruleus), la cigüeña negra (Ciconia nigra) y el halcón abejero (Pernis apivorus).
Los grandes mamíferos en peligro de extinción están representados por la cabra montesa endémica de Gredos (Capra pyrenaica victoriae) y del lobo ibérico (Canis lupus signatus). El ciervo común (Cervus elaphus) y el corzo (Capreolus capreolus) están ampliamente extendidos en toda la ecorregión. Entre los pequeños mamíferos hay una gran cantidad de especies, como el talón de tartera (Chionomys nivalis).
En los lagos de alta montaña, los prados y las zonas rocosas hay una gran cantidad de especies de anfibios y reptiles, incluyendo la lagartija pirenaica (iberolacerta cyreni), la salamandra común (Salamandra salamandra) y el sapo común (Bufo bufo).
El número de especie de mariposas (Lepidoptera) también es bastante elevado. Algunos macizos de montaña (por ejemplo, la Sierra de Gredos y la Sierra de Guadarrama) acogen más de 130 especies, que representan una cuarta parte del total de especies europeas y la mitad de las especies españolas.

## Endemismos
Es una de las regiones de Europa más ricas en endemismos vegetales.
Entre los mamíferos destaca la cabra de Gredos (Capra pyrenaica victoriae). 
También hay dos subespecies endémicas de anfibios: el sapo de Gredos (Bufo bufo gredosicola) y la salamandra del Almanzor (Salamandra salamandra almanzorensis).

## Estado de conservación
Vulnerable. Las principales amenazas son la tala comercial de los bosques, el pastoreo, los incendios forestales y la construcción de estaciones de esquí, no obstante, las acciones de conservación y repoblación realizadas en las últimas décadas han conseguido importantes avances.